# Albaniola macedonica
Albaniola macedonica es una especie de escarabajo del género Albaniola, familia Leiodidae. Fue descrita por Casale, Giachino y M. Etonti en 1990.

## Distribución
Se encuentra en Grecia y en Macedonia del Norte.